# Stanisław Kostka Czartoryski
Stanisław Kostka Czartoryski (en Lituanien: Stanislovas Kostka Čartoriskis), mort en 1766, est un prince polonais et lituanien de la famille Czartoryski.

## Biographie
Il est le fils de Józef Czartoryski et de Teresa Denhoff.

## Mariage et descendance
En octobre 1736, il épouse avec Anna Rybińska. Ils ont pour enfants:
- Józef Klemens (1740-1810)
- Kazimierz Kostka (1741–1806)
- Konstancja (1742-1797), épouse de Andrzej Zamoyski

## Sources
- (pl) Cet article est partiellement ou en totalité issu de l’article de Wikipédia en polonais intitulé « Stanisław Kostka Czartoryski » (voir la liste des auteurs).